# Donalsonville
Donalsonville és una població dels Estats Units a l'estat de Geòrgia. Segons el cens del 2000 tenia 2.796 habitants.

## Demografia
Segons el cens del 2000, Donalsonville tenia 2.796 habitants, 1.008 habitatges, i 697 famílies. La densitat de població era de 271,2 habitants per km².
Dels 1.008 habitatges en un 32% hi vivien nens de menys de 18 anys, en un 37,6% hi vivien parelles casades, en un 27,8% dones solteres, i en un 30,8% no eren unitats familiars. En el 28,2% dels habitatges hi vivien persones soles el 14,3% de les quals corresponia a persones de 65 anys o més que vivien soles. El nombre mitjà de persones vivint en cada habitatge era de 2,62 i el nombre mitjà de persones que vivien en cada família era de 3,23.
Per edats la població es repartia de la següent manera: un 29,3% tenia menys de 18 anys, un 9,4% entre 18 i 24, un 25,3% entre 25 i 44, un 18% de 45 a 60 i un 18% 65 anys o més.
L'edat mediana era de 35 anys. Per cada 100 dones de 18 o més anys hi havia 75,4 homes.
La renda mediana per habitatge era de 20.687 $ i la renda mediana per família de 25.679 $. Els homes tenien una renda mediana de 24.464 $ mentre que les dones 16.451 $. La renda per capita de la població era de 13.095 $. Entorn del 25,4% de les famílies i el 32% de la població estaven per davall del llindar de pobresa.

## Poblacions més properes
El següent diagrama mostra les poblacions més properes.